# Philibert Delphin
Philibert Delphin (26 juin 1779, Lyon - 30 avril 1874, Lyon), est un homme politique français.

## Biographie
Issu d'une famille du Forez, Philibert Delphin se marie le 4 septembre 1816 avec Gaëtane Collignon. Le couple aura 6 enfants. Il est décoré chevalier au titre de la Légion d'honneur, le 21 août 1822.

## Carrière politique
Adjoint au maire de Lyon, il est élu député du département du Rhône (Lyon-nord) le 9 mai 1822. À la Chambre, il siège au sein de la majorité ministérielle.

## Sources
- « Philibert Delphin », dans Adolphe Robert et Gaston Cougny, Dictionnaire des parlementaires français, Edgar Bourloton, 1889-1891 [détail de l’édition]

## En savoir plus